# Аугуст Лешник
Аугуст Лешник (Загреб, 16. јул 1914 — Загреб, 24. фебруар 1992) био је југословенски и хрватски фудбалер.

## Биографија
Фудбалску каријеру је почео у загребачким клубовима Дерби и Шпарта, да би у Грађанском, а касније у Динаму и кратко у Дубрави био један од најефикаснијих нападача.
Са Грађанским је 1937, 1940. и 1943. године био првак. Два пута је био најбољи стрелац првенства Југославије (1938. и 1939), а два пута био и на другом месту листе стрелаца.
За А репрезентацију Југославије одиграо је 10 утакмица и постигао 4 гола. Наступао је од 1940. до 1944. за репрезентацију НДХ, одиграо девет утакмица и постигао 6 погодака.

## Трофеји
- Индивидуални
  - Најбољи стрелац Првенства Југославије: 1938, 1939.